# Der Goldene (Bruno Frank)
Der Goldene ist eine Erzählung von Bruno Frank, die erstmals im Juni 1921 in der Zeitschrift Die neue Rundschau erschien. Die erste selbstständige Veröffentlichung erfolgte 1937 in der Sammlung Aus vielen Jahren in dem deutschsprachigen Exilverlag Querido in Amsterdam.
Ein junger Mann wird wegen Vergewaltigung zu zwei Jahren Zuchthaus verurteilt. Im Gefängnis erträgt er die Schikanen des Wärters, der schließlich seine einzige Freude, einen kleinen Goldkäfer tötet. Der junge Mann schwört, sich zu rächen. Wieder in Freiheit, überfällt er den Wärter und würgt ihn fast zu Tode, besinnt sich aber, als er erkennt, dass auch der Wärter ein Lebewesen ist wie jedes andere und wie fragwürdig die Unterscheidung zwischen Gut und Böse ist. 
Hinweis: Zahlen in runden Klammern, zum Beispiel (5), verweisen auf die 18 Kapitel der Erzählung.

## Inhalt

### Die Vergewaltigung
(1) Der junge Vermessungsgehilfe Johannes Abrecht ist an einem heißen Sommertag dienstlich unterwegs. Die sengende Hitze lastet auf ihm: „In dem Körper des jungen Mannes siedete und drängte das Blut.“ Auf einem Feld erblickt er „ein ganz junges Ding noch, aber schon Weib, braun, fest und erregend“. Es kommt zu Tändeleien, und von lange ungestilltem Verlangen getrieben, fällt er über das Mädchen her, das sich heftig wehrt. „Er wußte nicht mehr, wo er war, nicht was er tat, nicht wen er besaß.“ 

### Im Zuchthaus
(2) Johannes wird wegen Vergewaltigung zu zwei Jahren Zuchthaus verurteilt. (3) Er nimmt seine Strafe „als eine gerechte, nicht zu harte Sühne demütig hin“. Seine ungeliebte Arbeit hat er verloren, aber sein Traum von einer Zukunft als Viehzüchter in Übersee hält ihn aufrecht. (4) Er verschließt sich vor den übrigen Gefangenen und leidet unter der Einsamkeit. (5) Sein Wärter, der ihn hasst, ist ihm zutiefst zuwider, aber er gibt sich unterwürfig, wie es von ihm erwartet wird, seine Gelassenheit jedoch bringt den Wärter noch mehr gegen ihn auf. Als er eines Tages wieder voll Freude dem Vogelgezwitscher draußen lauscht, ertappt ihn der Wärter bei seiner kleinen Freude und lässt ihn in eine andere Zelle verlegen.

### Der Goldene
(6) Ein halbes Jahr vor seiner Entlassung „begann seine Strafe ihn wahrhaft zu quälen“. In seine Sehnsucht nach Freiheit mischen sich Verzweiflung und Haß gegen seinen „teuflischen Schließer“. Er sehnt sich „nach dem Weibe“, nach irgendeinem Lebewesen, einem Hund oder einem Vogel: „Nur das kleinste Herz, das freundlich und gläubig in seiner Nähe schlug.“ (7–8) Eines Abends entdeckt er auf seiner Pritsche einen goldenen Käfer, ein Lebewesen mitten in seiner Einsamkeit! Seine ganze Liebe und Zärtlichkeit gilt fortan dem kleinen „Goldenen“, den er hegt wie seinen Augapfel. (10) Eines Tages überrascht ihn der Aufseher, zerquetscht den Käfer unter seinem  Fuß und zwingt Johannes, die Überreste aufzuputzen. (11) „Wie kann ein Mensch das tun?“ fragt er sich. „Ein solcher Mensch darf nicht leben. Solch ein Mensch verpestet die Welt!“ Und er beschließt, seinen Wächter zu töten.

### Rache und Läuterung
(11–12) Nach seiner Freilassung taucht er langsam wieder ins Leben ein. (13) Er studiert sorgsam die Lebensgewohnheiten seines Opfers. (14) Vor der geplanten Ausführung seiner Rache besucht er den Vater des missbrauchten Mädchens. Es ist bereits versprochen, er hält daher sein Heiratsangebot zurück und übergibt stattdessen eine Summe Geldes. (15–16) Nun schreitet er zur lange geplanten Tat. Er lauert seinem Opfer auf, überfällt es und umklammert mit seinen „Marmorfäusten“ die „Gurgel des Bösen“. 
„Mit einem Mal aber, mitten im Donner und Dunst seiner Rache, geschah das Große mit Johannes Abrecht, das Göttliche geschah mit ihm. Er sah, wie der Mensch da unter ihm in seiner Agonie schwach, bewußtlos, versinkend, seine beiden Arme bewegte. Er sah diese beiden kurzen Arme hilfeheischend, gnadeflehend, mit unsicheren, armseligen Bewegungen sich rühren, zwei Taster eines vergehenden Wesens.“
Johannes lässt von ihm ab, bringt ihn wieder zu Bewusstsein und lässt ihn allein zurück. (17) Der Wärter schleppt sich nach Hause. Angst treibt ihn um, er wird den Missetäter nicht anzeigen. Unfähig zu seinem Dienst, wird er an ein Museum als Aufseher versetzt, wo ihn ein freudloses Leben erwartet. (18) Johannes kann nicht verstehen, was mit ihm geschehen ist: „Ich haßte ihn und wollte ihn töten, da hob er seine Arme und bewegte sich so ...“ Wie der Goldene, wie ein kleines Kind, das er auch einmal war. „Wir sind ja alle gar nicht so sehr voneinander getrennt, wie wir immer glauben, wo ist denn die Grenze? Wer will sich da vermessen, zu scheiden und abzusondern und zu sagen: so ist der und so ist das und Dies ist gut und Jen’s ist schlecht?“

## Entstehung
Das Thema des „unnennbar Bösen“ (13) hatte Bruno Frank schon 1911 in der Novelle Das Böse verarbeitet. Ein roher Mensch quält aus sadistischer Lust einen kleinen Hund. Das erregt in einem unbeteiligten jungen Mann unsagbaren Hass und Rachelust. Unfähig jedoch, die gemarterte Kreatur zu rächen, richtet er aus Verzweiflung sich selbst. In Der Goldene wird „nur“ ein Insekt, ein noch „unbedeutenderes“ Lebewesen als ein Hund getötet, aber der Tötungsakt gilt nicht dem Käfer, vielmehr will der Wärter den Häftling in seinem Innersten treffen. Dieser will die seelische Verwundung durch die Tötung seines Peinigers rächen, besinnt sich aber im letzten Augenblick und gewinnt dadurch seine innere Freiheit zurück.
Bruno Frank, der anfangs Jura studiert hatte, wendete sich alsbald von diesem Studium ab und promovierte mit einer literaturwissenschaftlichen Arbeit. Das Thema des Strafrechts und des Strafvollzugs ließ ihn jedoch nicht mehr los. In der Erzählung Tage des Königs von 1924 beruft Friedrich der Große einen Großkanzler, den er mit der Ausarbeitung des Allgemeinen Landrechts für die Preußischen Staaten betraut. In der Novelle Sechzehntausend Francs von 1940 bemüht sich der Chef des Strafvollzugswesens um die Humanisierung des Strafvollzugs, bis er nach der Machtübernahme durch die Nazis 1933 ins Ausland flieht. In Der Goldene spielt der Strafvollzug zwar nur eine Nebenrolle, aber es wird deutlich, welche Macht willkürlich agierende Amtsträger im Strafvollzugssystem ausüben können.

## Rezeption
Während die Novelle Das Böse ein Jahrzehnt zuvor sehr kritisch besprochen wurde, vor allem wegen ihrer wenig überzeugenden „Pointe“, findet Franks „vielleicht gelungenste, jedenfalls die eindringlichste Prosa-Arbeit der unmittelbaren Nachkriegszeit“ auch den Beifall von Thomas Mann. In seiner Besprechung der Politischen Novelle schreibt er 1928:
"Wer vergißt die Novelle »Der Goldene«? Ich nicht; und ich meine, die Erinnerung daran müßte alle Kritik tönen, die an minder Schwergehaltigem geübt wird, das er anbot."
Der Schriftsteller Herbert Günther befand 1930:
„In der Novelle »Der Goldene« gibt ein Käfer dem Gefangenen die einzige Lebensfreude, bis Brutalität und Bosheit ihn auch dieses Trostes beraubt, und »was da geschehen ist, das ist kein großes Ereignis. Aber dieses Ereignis bedeutet alles, was auf der Erde hassenswert ist, verachtenswert, vertilgenswert. Niemals ist auf Erden etwas Geringeres, Unbedeutenderes geschehen und niemals etwas Größeres und Böseres und Schauerlicheres«. Schopenhauer, ein Hausheiliger Bruno Franks, die dunkle, köstliche Perle im Stirnband der Weisheit, wie er ihn genannt hat, findet hier einen späten Schüler und Nachfahren im Blut.“
In einer Hommage zum 50. Geburtstag von Bruno Frank erinnert sich Thomas Mann 1937:
„[...] da war der luzide, zu edler Form geläuterte Schmerz der Requiem-Stanzen; da waren die nobel gearbeiteten Seiten, deren Seele die Güte, die Liebe dieses klaren, aber nicht mystiklosen Vernunft- und Kulturmenschen zur Kreatur, seine Dichtersympathie mit dem organischen Leben ist: der Schluß der »Fürstin«, die Novelle »Der Goldene«.“
Erika Mann und Klaus Mann schreiben in ihrer Darstellung des deutschen Exils „Escape to life“ von 1939: „... die artistisch schon vollkommene Novelle Der Goldene – uns eine der liebsten von allen – hat der Jüngling geschrieben ...“
Der Weimarer Germanist Konrad Paul schrieb 1982 im Nachwort zu einer Auswahl von Erzählungen Bruno Franks: „Unabhängig von seiner Forderung nach humanem Strafvollzug [...] ist die Geschichte des Landvermessers, der auf Selbstjustiz verzichtet, eine Huldigung an das Leben: »Willkomrnen Bös und Gut«.“
Franks Biograph Sascha Kirchner urteilte 2009:
„In diesem Text, dessen Duktus auch die Leidenserfahrung des zurückliegenden Krieges spiegelt, führte Frank erzählerisch weitaus überzeugender ein Motiv fort, das schon in der 1910 entstandenen Erzählung Das Böse anklang. Richtet sich der Protagonist dort selbst, weil er seine Rachlust angesichts der gequälten Kreatur nicht anders zu bändigen vermag, gewinnt Johannes Abrecht aus dem seine Existenz prägenden Mordversuch eine Perspektive, die ihn ins Leben zurückkehren läßt.“

## Einzelheiten

### Hass und Rache
Die Motive von Hass und Rache, die oft eng miteinander verwoben sind, kommen in der Erzählung Der Goldene mehrfach zur Sprache.

#### Der Bauer
Der Vater des missbrauchten Mädchens betreibt mit aller Macht die Bestrafung des Täters, ohne Rücksicht auf den Ruf seiner Tochter. „Verständiges Zureden half nicht“, auch nicht Johannes’ Versprechen, seinen Fehler „wiedergutzumachen“ und das Mädchen zu heiraten. Der Grund für die Halsstarrigkeit des Bauern ist in seinem Hass auf die Vermessungsbehörde begründet: „Der Bauer war vor kurzem bei einem Grenzstreit von der Vermessungsbehörde ins Unrecht gesetzt worden, und kein Angebot, noch weniger aber irgendein Gefühlsgrund hätte ihn davon abhalten können, diese unverhoffte Rache auszukosten.“ (2)

#### Der Wärter
Der boshafte Zuchthauswärter wird als ein Mann beschrieben, dessen Charakter sich in seiner äußeren Hässlichkeit widerspiegelt. Er ist Johannes Abrecht widerwärtig, und auch der Wärter wiederum „schien von tätiger Abneigung gegen ihn erfüllt zu sein“. (5) Mehrere Schikanen des Wärters steigern Johannes’ Abscheu, bis die Tötung des einzigen Lebewesens, das seine Einsamkeit erhellt, eine unsägliche Rachgier in ihm erweckt. Nach seiner Freilassung ist er drauf und dran, seinen Feind zu töten, als ihm das Schicksal zu Hilfe kommt. Während er ihn würgt, erkennt er, dass auch der Wärter ein Lebewesen ist, der Hass fällt von ihm ab und er entrinnt dem Teufelskreis der Rache: „Der Wärter war einmal ein kleines Kind, und in dem Augenblick, als er sterben sollte, da war er’s wieder, und für das, was dazwischenliegt, kann er nichts. Er weiß wahrscheinlich gar nicht, daß er bös ist und grausam, und meint, er tue das Rechte.“ (18)

#### Völkerhass
Wie beiläufig legt Bruno Frank seinem Protagonisten Worte in den Mund, die dem Autor nach dem Erlebnis des Ersten Weltkriegs und der Erbfeindschaft zwischen Frankreich und Deutschland aus tiefstem Herzen kommen:
„Der Wärter hatte einem Gefangenen einen Zeitvertreib weggenommen, pflichtgemäß, basta“. Johannes erkennt: „Der beste Zeitvertreib auf dieser Erde aber ist der Haß. Wer weiß das denn nicht! Das wissen seit Alters die Dummköpfe aller Nationen, die ihre öde Muße damit ausfüllen, andere Nationen zu hassen und zu schmähen.“ (10)
Gegen den Völkerhass wendet sich Frank auch, als er 1928 in seiner Politischen Novelle die deutsch-französische Aussöhnung thematisiert.

### Gut und Böse
Ein „Wunder“ hindert Johannes daran, seine Rache zu vollenden. Mitten im Tötungsakt hält er inne, ohne zu verstehen warum. Dieses Warum treibt ihn um: „Was ist es gewesen?“ fragt er sich:
„Und ich, wer bin denn ich, daß ich urteile: dies ist gut und dies ist böse und mache mich zum Richter und mache mich zum Rächer? Ein Mädel hab ich überfallen im Feld an einem heißen Tag, und heute habe ich einen Mord begehen wollen. Ich hab ihn nicht begangen, aber was hat mich abgehalten davon? Ein Wunder, die Gnade.“
Der geläuterte Johannes fragt sich aber auch, „kenn' ich nun besser meinen kleinen Platz im großen Plan?“ Und: „Kenn' ich den seinen? Warum wurde er so erschaffen, er, den ich töten wollte, warum hat er diesen Mund und dies Kinn und dies Auge, wer ist er denn, was soll er denn hier? Er lebt und handelt und weiß nichts von sich und schwindet dahin, was ist’s dann gewesen? – Leben ist's dann gewesen, Leben! Willkommen Bös und Gut!“ (18)

### Grundbesitz
Johannes Abrecht verliert sein Amt, ist darüber aber gar nicht so unglücklich. Wohl gefiel ihm die Arbeit im Freien, aber die Büroarbeit „war wenig nach seinem Herzen“. Der Erzähler berichtet: „Mit den Meßgeräten verwinkelte Grenzen zu ziehen zwischen kleinlichen, neidischen Zänkern, war nicht sein Beruf.“ Und weiter: „Allen gehörte die dampfende nährende Erde, es war Anmaßung und war lächerlich, sie in Stückchen zu schneiden und diese Stückchen mit Ziffern und Lettern zu benennen.“ (3)

### Lebewesen
In seiner Einsamkeit schließt Johannes Abrecht Freundschaft mit dem einzigen Lebewesen, das sich ihm darbietet, „ein armes geringes Käfertier“, das die Menschen missachten. Der kleine Goldene, „der war nun sein Leben“. Er war unschlüssig, ob es möglich ist, „ein Insekt zu zähmen, zu gewinnen und zum Kameraden zu machen“. Aber: 
„Was wissen wir denn! Wir wissen nicht, was in den Holzfasern des Astes vor sich geht, den wir überm Knie abbrechen, wir wissen nicht, ob der Stein schicksallos zersplittert, den ein Kinderarm geschleudert hat. Wir wissen nichts. Wir waschen uns den Schlaf aus den Augen und betreiben unsere Geschäfte mit grimassenhaftem Ernst und heizen unsern Körper mit Nahrung und umarmen ein Weib, dessen Blutwärme uns gefällt und das uns so fremd ist wie Baum und Stein und Tier, und legen uns am Abend nieder zur tieferen Dumpfheit. Wir wissen nichts.“ (8)
Das Mitleid mit Lebewesen jeder Art ist ein zentrales Thema in Bruno Franks Werk. Tief verletzt durch ein Kindheitserlebnis tierquälerischer Fuhrknechte (siehe Das Böse, Tierquälerei) fand er sich bestätigt durch die Mitleidsethik Arthur Schopenhauers.
In der Novelle Ein Abenteuer in Venedig von 1911 sitzt ein Mann auf den Stufen der Arena von Verona und meditiert über sein Leben, als plötzlich ein brauner Laufkäfer über seinen Handrücken krabbelt. „Gerührt und überhaupt in einem sehr empfänglichen Zustand“, ergreift ihn Mitleid mit dem Käfer, der kaum aus eigener Kraft die hohen Ränge erklommen hatte, sondern seinen Aufenthalt wohl einem „menschlichen Bubenstück“ verdankte. Die verzweifelten und aussichtslosen Versuche des Käfers, aus diesen schwindelnden Höhen wieder hinab zu gelangen, rühren den Mann, und er trägt den Käfer die Stufen hinab und setzt ihn auf dem Boden der Arena ab: „»Adieu, du,« sagte er ... und sah, niedergebückt, den Kleinen über den Sand hineilen.“
Das Motiv des „armen geringen Käfertiers“ taucht auch in dem Gedicht „Billett am Mittag“ von 1914 auf, in dem Bruno Frank seiner Geliebten schreibt, dass er auf dem Heimweg beinahe einen Käfer zertreten hätte:  
| Ein Strahl von Osten, rotes indisches Licht, Brach vor, Geliebte, als ich von dir kam, Und deinen süßen Hauch noch im Gesicht, Im Herzen deines Blicks Perlmutterlicht, Den Heimweg durch die kalte Frühe nahm. |  | Und wie ich selig, doch ein bißchen lahm Die Füße schob, da färbte indisches Licht Ein Käfertier, das in der Radspur kam, (Vermutlich gleichfalls selig, gleichfalls lahm), Und – Dank gen Osten! – ich zertrat es nicht. Schläfst du eigentlich noch?[15] |

### Vergewaltigung
In der Novelle Die Unbekannte, die wie Der Goldene 1921 erschien, zitiert Frank sich sozusagen selbst. Der Erzähler erinnert seinen Freund Alexander in einem Brief an den Fall „des musterhaften jungen Beamten“, von dem dieser ihm erzählt hatte, eines Mannes, „der an einem heißen Tag über Land geht und irgendwo ein junges Mädchen überfällt, das im Korn arbeitet, sie, die sich ihm vielleicht auf eine Bitte ganz leicht ergeben hätte. [...] Nachher weiß er selbst nicht, was mit ihm geschehen ist.“ Der Briefschreiber entsinnt sich dieses Vorfalls, nachdem er eine Unbekannte kennenlernte, von der er sagt: „Auch mir waren, wie man so seltsam zu sagen pflegt, die Sinne vergangen.“

### Ausgaben
- Bruno Frank: Der Goldene. In: Die neue Rundschau Jahrgang 32, Band 1, Heft 6, Juni 1921, Seiten 603–631.
- Der Goldene. In: Bruno Frank: Aus vielen Jahren. Amsterdam: Querido, 1937, Seiten 9–50.
- Der Goldene. In: Bruno Frank: Ausgewählte Werke. Prosa, Gedichte, Schauspiele. Mit Gedenkworten von Thomas Mann als Einleitung: In memoriam Bruno Frank zum 10. Todestage am 20. Juni 1955. Hamburg: Rowohlt, 1957, Seiten 428–456.

### Sekundärliteratur
- Sascha Kirchner: Der Bürger als Künstler. Bruno Frank (1887–1945). Leben und Werk. Düsseldorf 2009, Seiten 113–115, 391.
- Klaus Mann: Was arbeiten Sie? Gespräch mit Bruno Frank. In: Die literarische Welt, 2. Jahrgang, Nummer 29, 16. Juli 1926, Seite 1.
- Konrad Paul: Nachwort. In: Bruno Frank: Der Himmel der Enttäuschten. Erzählungen. Berlin: Buchverlag Der Morgen, 1982, Seiten 381–395, hier: 387–388.